# Antonio Filocamo

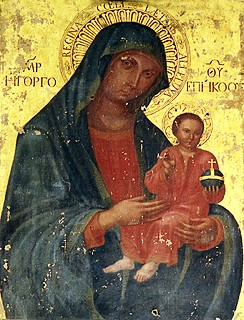
La S. Vergine col Bambino oder “Madonna des Briefes” (1690) Kathedrale von Palermo

Antonio Filocamo (* 1669 in Messina; † 1743 ebenda) war ein italienischer Maler des Spätbarock auf Sizilien.

## Leben
Antonio war Mitglied einer Künstlerfamilie in Messina. Wie auch seine Brüder Paolo und Gaetano studierte er in Rom bei Carlo Maratta. Zurück in Messina gründeten die Brüder Filocamo eine gut besuchte Kunstakademie mit dem Schwerpunkt „Freskenmalerei“, auf die sich Antonio spezialisiert hatte.
In den folgenden Jahren lieferten die Brüder zahlreiche Fresken und Tafelbilder an Kirchen und private Auftraggeber, unter ihnen König Johann V. von Portugal (1706–1750).
Als Hauptwerk der Brüder gelten die Deckenmalereien in der S. Gregorio in Messina, die wie die meisten ihrer Arbeiten durch das große Erdbeben von Messina 1908 zerstört wurden.
Außerdem arbeitete Antonio Filocamo in der Kathedrale von Acireale und in der Santa Caterina in Palermo. Von Andrea Filocamo stammt auch die „Madonna des Briefes“ von 1690, die im byzantinischen Stil gemalt ist und sich im Dom von Palermo befindet.
Alle drei Brüder starben während einer Pestepidemie im Jahr 1743.
Pietro Paolo Vasta und Placido Campolo waren Schüler der Brüder Filocamo.

## Werk
- Kathedrale (Palermo): Tafelbild “Madonna des Briefes” (1690)
- Chiesa Madre Monforte San Giorgio: Tafelbild “Mystische Vermälung der Santa Rosa” (1705)
- Pinacoteca Zelantea (Acireale) Tafelbild « Opferung des Isaak » (1712)
- Chiesa S.M. Immacolata, Scilla (Kalabrien): Tafelbilder “St. Antonius v. Padua”, “S.Antonius heilt einen Aussätzigen”, “Antonius betet zum Jesuskind”, “ Christus und Maria in Gloria” “S. Georg Martyr im Gebet” (1721),
- Basilica di San Sebastiano (Melilli): Tafelbild “Martyrium des S. Bartholomäus” (1740)
- Chiesa di S. Elia (Messina): Fresken „Christi Geburt“, „Anbetung der Könige“, „Darstellung Jesu im Tempel“ und „Taufe Christi“ (1706) von Antonio und Paolo Filocamo
- Basilica Maria SS. Annunziata (Acireale): Tafelbild „Krönung der Santa Venera“ (1710) und Fresken “Szenen aus dem Leben der Maria” (1711) in der Apsis von Antonio und Paolo Filocamo
- Chiesa di S. Caterina (Palermo): Deckenfresken “Aufstieg ins Paradies” und “Engelsturz” (1728) von Antonio und Paolo Filocamo
- Chiesa di Gesù e Maria in S. Leo (Messina): Fresko “Verklärung der Maria” (1736)
- Kathedrale Forza d’Agrò: « Heilige Familie »